# حمود الشماری
حمود الشماری (انگلیسی: Hamoud Al-Shemmari؛ زادهٔ ۲۶ سپتامبر ۱۹۶۰) بازیکن سابق فوتبال اهل کویت است.
وی عضو تیم ملی فوتبال کویت در جام جهانی فوتبال ۱۹۸۲ بوده است.